# 滋賀県道46号八日市蒲生線
滋賀県道46号八日市蒲生線（しがけんどう46ごう ようかいちがもうせん）は、滋賀県東近江市林田町交点を起点に東近江市岡本町附近に至る9.9 kmの主要地方道に指定された県道である。

## 概要
名神高速道路八日市ICの近くである、国道421号線の名神高速道路高架下が起点となっている。布引山に入り、名神八日市カントリー倶楽部と石塔寺を結ぶ。県道524号線に接続し、重複区間を経て近江鉄道本線の朝日大塚駅近辺を通る。朝日大塚駅を過ぎた後は、住宅街を通る複雑なルートとなっており、離合が困難な箇所も多々ある。そして、県道41号線に突き当たった所が終点である。

### 路線データ
- 起点：東近江市林田町（国道421号交点）
- 終点：東近江市岡本町（滋賀県道41号土山蒲生近江八幡線交点）

## 歴史
- 1993年（平成5年）5月11日 - 建設省から、県道寺八日市線・県道桜川東岡本線が八日市蒲生線として主要地方道に指定される[1]。

## 路線状況

### 重複区間
- 滋賀県道524号桜川西中在寺線（東近江市蒲生寺町 - 東近江市桜川東町）

## 地理

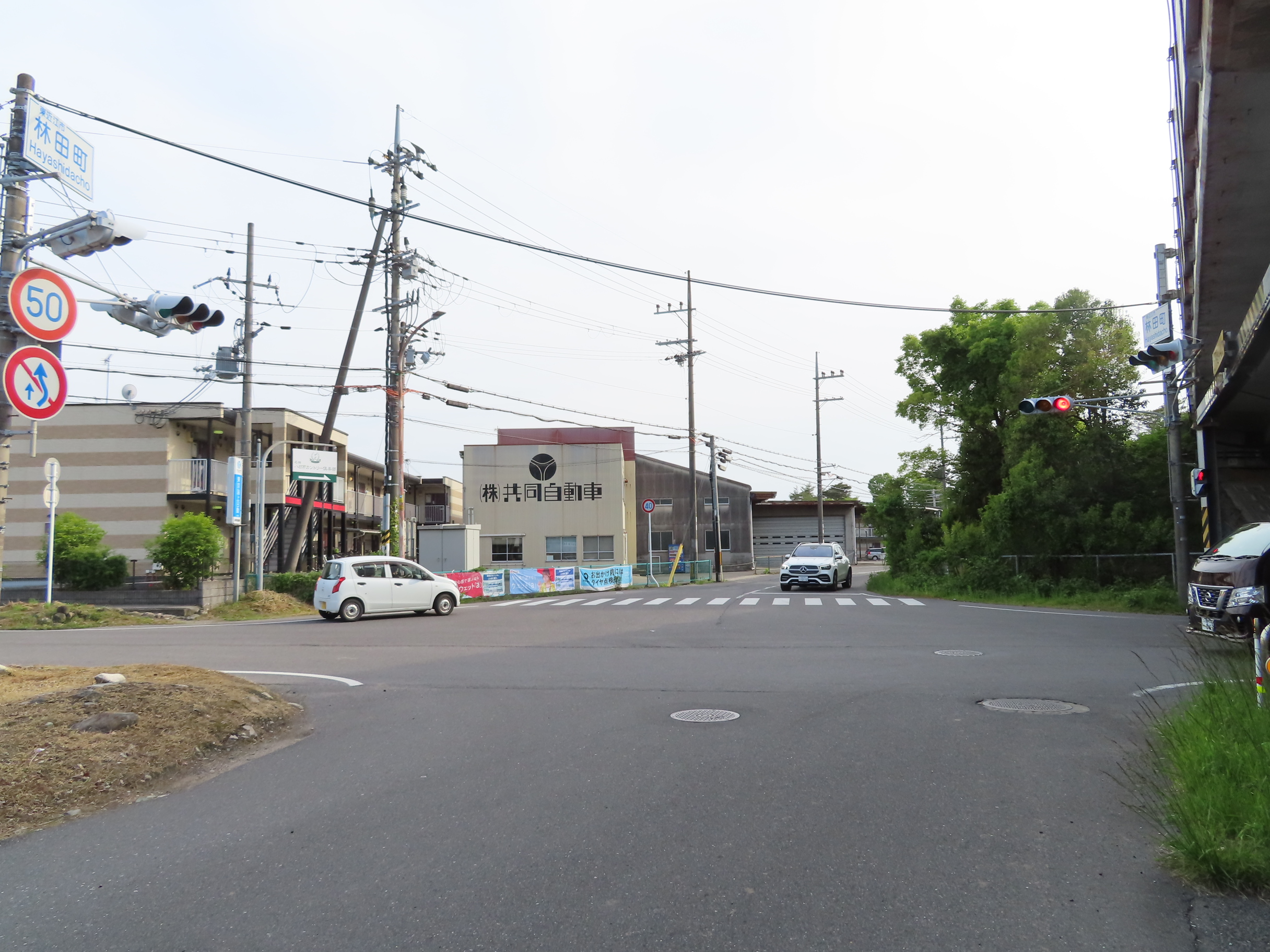
起点となる林田町交差点。写真から見て直進すると当該路線となる。

### 通過する自治体
- 東近江市

### 交差する道路
- 国道421号 八風街道（東近江市林田町、起点）
- 滋賀県道170号高木八日市線 布引街道（東近江市大森町）
- 滋賀県道45号石原八日市線（東近江市石塔町・石塔交差点）
- 滋賀県道524号桜川西中在寺線（東近江市蒲生寺町）
- 滋賀県道41号土山蒲生近江八幡線・滋賀県道524号桜川西中在寺線（東近江市桜川東町、終点）

### 沿線にある施設など
- 東近江市立御園小学校
- NTT西日本 滋賀支店八日市別館
- 東近江総合医療センター
- 東近江市立玉緒小学校
- 東近江市立玉緒幼稚園
- 名神八日市カントリークラブ
- 東近江市立蒲生幼稚園
- 近江鉄道本線 朝日大塚駅